# Shran
Thy'lek Shran is een personage uit Star Trekserie Star Trek: Enterprise. Hij is een Andoriaan en bekleedt de functie van bevelhebber in de Andoriaanse Keizerlijke Vloot (Imperial Guard). De rol werd gespeeld door Jeffrey Combs. Deze Amerikaanse acteur heeft in de diverse Star Trek-series tien verschillende personages gespeeld.
Het personage Shran komt in alle vier de seizoenen van Enterprise voor. Het was de bedoeling dat Shran een belangrijker rol zou krijgen in het vijfde seizoen van de serie, waarin hij als vast bemanningslid van de USS Enterprise zou fungeren. De serie werd echter na het vierde seizoen stopgezet.

## Biografie
Shran was een Andoriaans bevelhebber rond het jaar 2150. Ondanks zijn xenofobe en agressieve houding raakten hij en kapitein Jonathan Archer van de USS Enterprise NX-01 toch tot op een bepaalde hoogte bevriend met elkaar.
Archer en Shran ontmoetten elkaar voor het eerst bij het Vulcaanse klooster P'Jem. Daar heeft Archer hem eerst tegengewerkt in zijn zoektocht naar spionage-apparatuur, maar hem daarna geholpen, toen Shrans vermoedens waar bleken (zie The Andorian Incident). Daaruit volgde een vertrouwen tussen mensen en Andorianen die niet meer over zou gaan, ondanks een aantal gespannen situaties, zoals in de aflevering Proving Ground, waarin Shran Archer bedriegt.
In de laatste aflevering van Enterprise, die in 2161 afspeelt, blijkt dat Shran een kind heeft gekregen met zijn vrouw Jhamel (een personage uit een eerdere aflevering van Enterprise), genaamd Talla. Tevens is hij dan gepromoveerd tot generaal.

## Karakter
Net als alle Andorianen, heeft ook Shran een wantrouwend karakter. Hij is zeer militaristisch en raakt snel verzeild in conflicten. De strijd die woedde tussen de Andorianen en de Vulcans leidde tot een zeer moeizame relatie met de Vulcan T'Pol, een vrouwelijk bemanningslid van de Enterprise. Gedurende de serie verbeterde de relatie tussen beide volkeren en werd ook Shran milder. Hij reageerde minder impulsief dan zijn collega's en durfde te vertrouwen op kapitein Archer.
De eerste keer dat hij kapitein Archer ontmoette, liep uit op een gewelddadige ondervraging door Shran. Desondanks ontwikkelden beide personages een wederzijds respect voor elkaar. Uiteindelijk zou de onderlinge band leiden tot toenadering tussen Andor en de Aarde.

## Lijst van afleveringen vanEnterprisewaarin Shran voorkomt
- The Andorian Incident
- Shadows of P'Jem
- Cease Fire
- Proving Ground
- Zero Hour
- Kir'Shara
- Babel One
- United
- The Aenar
- These Are the Voyages...